# سيس (إيران)
سيس (بالفارسية: سیس) هي مدينة تقع في إيران في البلدة المركزية. يقدر عدد سكانها بـ 5,127 نسمة .